# نولا (فیلم)
نولا (انگلیسی: Nola) فیلمی در ژانر کمدی رمانتیک است. از بازیگران آن می‌توان به امی رسوم، جیمز بج دیل، مری مکدانل، و استیون باوئر اشاره کرد.